# Stefan Horngacher
Stefan Horngacher (Wörgl, 20 settembre 1969) è un allenatore di sci nordico ed ex saltatore con gli sci austriaco, vincitore di varie medaglie olimpiche e iridate.

## Biografia

### Carriera sciistica
In Coppa del Mondo esordì il 3 gennaio 1988 a Innsbruck (115°), ottenne il primo podio il 1º gennaio 1991 a Garmisch-Partenkirchen (3°) e la prima vittoria il 24 febbraio successivo a Tauplitiz. Nel 1991, la sua migliore stagione in Coppa, chiuse al quarto posto in classifica generale e al secondo in quella di volo.
In carriera prese parte a tre edizioni dei Giochi olimpici invernali, Lillehammer 1994 (12° nel trampolino normale, 19° nel trampolino lungo, 3° nella gara a squadre), Nagano 1998 (10° nel trampolino normale, 60° nel trampolino lungo, 3° nella gara a squadre) e Salt Lake City 2002 (11° nel trampolino normale, 5° nel trampolino lungo, 4° nella gara a squadre), a cinque dei Campionati mondiali, vincendo cinque medaglie, e a quattro dei Mondiali di volo (18° a Oberstdorf 1998 il miglior piazzamento).

### Carriera da allenatore
Dopo il ritiro divenne allenatore nel settore giovanile, prima in Austria poi in Polonia; dal 2006 opera presso il centro giovanile di Hinterzarten della Federazione sciistica della Germania.

## Palmarès

### Olimpiadi
- 2 medaglie:
  - 2 bronzi (gara a squadre ad Lillehammer 1994; gara a squadre ad Nagano 1998)

### Mondiali
- 5 medaglie:
  - 2 ori (gara a squadre a Val di Fiemme 1991; gara a squadre dal trampolino normale a Lahti 2001)
  - 3 bronzi (gara a squadre a Falun 1993; gara a squadre a Ramsau am Dachstein 1999; gara a squadre dal trampolino lungo a Lahti 2001)

### Coppa del Mondo
- Miglior piazzamento in classifica generale: 4º nel 1991
- 29 podi (15 individuali, 14 a squadre):
  - 6 vittorie (2 individuali, 4 a squadre)
  - 15 secondi posti (8 individuali, 7 a squadre)
  - 8 terzi posti (5 individuali, 3 a squadre)

#### Coppa del Mondo - vittorie
| Data             | Località  | Nazione   | Trampolino                                                                      |
| ---------------- | --------- | --------- | ------------------------------------------------------------------------------- |
| 24 febbraio 1991 | Tauplitz  | Austria   | Kulm K185                                                                       |
| 24 gennaio 1993  | Predazzo  | Italia    | Giuseppe Dal Ben K120 (con Ernst Vettori, Werner Rathmayr e Andreas Goldberger) |
| 5 marzo 1994     | Lahti     | Finlandia | Salpausselkä K114 (con Heinz Kuttin, Christian Moser e Andreas Goldberger)      |
| 16 febbraio 1999 | Zakopane  | Polonia   | Wielka Krokiew K116                                                             |
| 13 gennaio 2002  | Willingen | Germania  | Mühlenkopf K130 (con Martin Höllwarth, Andreas Goldberger e Andreas Widhölzl)   |
| 27 gennaio 2002  | Sapporo   | Giappone  | Ōkurayama K120 (con Wolfgang Loitzl, Martin Koch e Andreas Widhölzl)            |

#### Torneo dei quattro trampolini
- 1 podio di tappa[1]:
  - 1 terzo posto

#### Nordic Tournament
- 2 podi di tappa[1]:
  - 2 secondi posti

### Campionati austriaci
- 3 medaglie[2]:
  - 1 oro (90 m nel 1991)
  - 1 argento (K85 nel 1999)
  - 1 bronzo (70 m nel 1991)